# (410928) Maidbronn
(410928) Maidbronn est un astéroïde de la ceinture principale.

## Description
(410928) Maidbronn est un astéroïde de la ceinture principale. Il fut découvert le 28 septembre 2009 à Maidbronn par Bernhard Häusler. Il présente une orbite caractérisée par un demi-grand axe de 2,92 UA, une excentricité de 0,20 et une inclinaison de 7,9° par rapport à l'écliptique.

## Compléments